# Критерій мінімальної густини станів
Критерій мінімальної густини станів (рос. критерий минимальной плотности состояний, англ. minimum density of states criterion) — використовується в теорії Райса— Рамспергера— Касселя— Маркуса для локалізації перехідного стану. За цим критерієм, координата реакції r в перехідному стані визначається так:
∂N(εr)/∂r = 0,
де N(εr) — густина станів у інтервалі енергій εr.